# Переясловка (Алтайский край)
Переясловка — село в Топчихинском районе Алтайского края. Административный центр Переясловского сельсовета.

## История
Основано в 1915 году. В 1928 году село Переяславка состояло из 95 хозяйств, основное население — украинцы. В административном отношении являлось центром Переяславского сельсовета Чистюньского района Барнаульского округа Сибирского края.

## Население
| 1926 | 1997 | 1998 | 1999 | 2000 | 2001 | 2002 | 2003 | 2004 |
| ---- | ---- | ---- | ---- | ---- | ---- | ---- | ---- | ---- |
| 542  | ↗850 | ↗853 | ↘762 | ↗832 | ↘755 | ↘739 | ↗759 | ↘736 |
| 2005 | 2006 | 2007 | 2008 | 2009 | 2010 | 2011 | 2012 | 2013 |
| ↗752 | ↗753 | ↘743 | ↗790 | ↘746 | ↘648 | ↘646 | ↗647 | ↗658 |

### Национальный состав
Согласно результатам переписи 2002 года, в национальной структуре населения русские составляли 96 %.